# 三箇神社 (久喜市)
三箇神社（さんがじんじゃ）は、埼玉県久喜市の神社。

## 歴史
創建年代は不明である。ただ当初は「富士浅間社」と称しており、富士講が盛んになり始めたのが江戸時代中期以降であることから、その頃に創建されたものと推測される。「東光院」が別当寺であった。東光院は武蔵国埼玉郡戸賀崎村（現・同市菖蒲町菖蒲）の吉祥院を本寺とする真言宗の寺院であったが、明治初期の神仏分離により、廃寺に追い込まれた。
1872年（明治5年）、近代社格制度に基づく「村社」に列せられ、1913年（大正2年）の神社合祀により、周辺の25社が合祀された。その際に、「三箇神社」と改称した。
かつては、地元の青年団によって神輿が担がれ、地区内を練り歩いていた。しかし昭和40年代に青年団が解散し、担ぎ手がいなくなったことから、現在ではトラクターの上に神輿を載せて地区内を廻っている。

## 交通アクセス
- 路線バス東小学校前停留所より徒歩2分。